# Kosten (Gemeinde Assling)
Kosten ist ein Ort im Tiroler Pustertal wie auch Fraktion (Ortschaft) und Katastralgemeinde der Gemeinde Assling im Bezirk Lienz (Osttirol).

## Geographie
Kosten befindet sich gut 13 Kilometer westlich von Lienz und um die 2½ Kilometer westlich taleinwärts von Assling.  Es liegt auf der Nordseite des Pustertales auf der Talterrasse, am Fuß des Tullkogels (2552 m ü. A.) des Defereggengebirges (Villgratner Berge).
Kosten bildet eine eigene Ortschaft, und umfasst nur etwa 25 Gebäude mit etwa 70 Einwohnern, die sich hauptsächlich auf die Ortslagen Oberkosten an der Pustertaler Höhenstraße um die Ortskapelle auf um die 1430 m ü. A. Höhe, und Unterkosten etwa 100 Meter weiter unterhalb verteilen. Beide werden als Rotten klassiert. Außerdem gehört der kleine Weiler Linde, knapp 1 Kilometer die Straße weiter taleinwärts, dazu, der Einzelhof Sachser unterhalb von Linde, sowie mehreren Almen oberhalb der Koster Wälder, das sind Majel und die Koster Hütte (dort auch die Compedal-Schihütte), und der Platzollerkaser und die  Schönkostalm  über der Baumgrenze.
Die Katastralgemeinde Kosten mit 1133,85 Hektar erstreckt sich von unterhalb des Tullkogels zwischen Kristeinbach und Bruggerbach bis in den Talboden der Drau, und bis an den Breitenstein (2304 m ü. A.) der westlichen Lienzer Dolomiten auf der anderen Talseite, mit Koster Berg (2042 m ü. A.) und Nudlbichl (1906 m ü. A.). Dazu gehören auch die Ortschaften Herol und Mittewald an der Drau (ohne dessen Anrasser Ortsteile), und Teile des Sturzelbachtals ganz im Süden.
In Kosten gibt es zwei Bushaltestellen, welche sich in Oberkosten und Linde befinden. Von der Compedal-Schihütte führt eine Naturrodelbahn nach Bichl hinunter. Die Flur Compedal dort ist ein beliebtes Schitourengebiet.
| Burg-Vergein (KG) Linde                    | ∗                                           |                                    |
| Burg (O) St. Justina (O)                   | Kompassrose, die auf Nachbargemeinden zeigt | Oberassling (KG) ∗ Bichl (O u. KG) |
| Unterried (O) Ried (KG) (beide Gem. Anras) | Herol (O) Obertilliach (KG, Gem.)           | Unterassling (KG) ∗                |

∗ KG Oberassling umfasst Kosten nördlich.

## Geschichte
Die Besiedelung des Gebietes begann im 14./15. Jahrhunderts.
Im ehemaligen Oberraucheggerhof lebte der Osttiroler Widerstandskämpfer Anton Warscher (* 1777). Dieser führte 1809 im Vierten Napoleonischen Krieg in Tiroler Freiheitskampf die Asslinger Sturmkompanie an. Er wurde verraten und 1810 hingerichtet.

## Kapellen

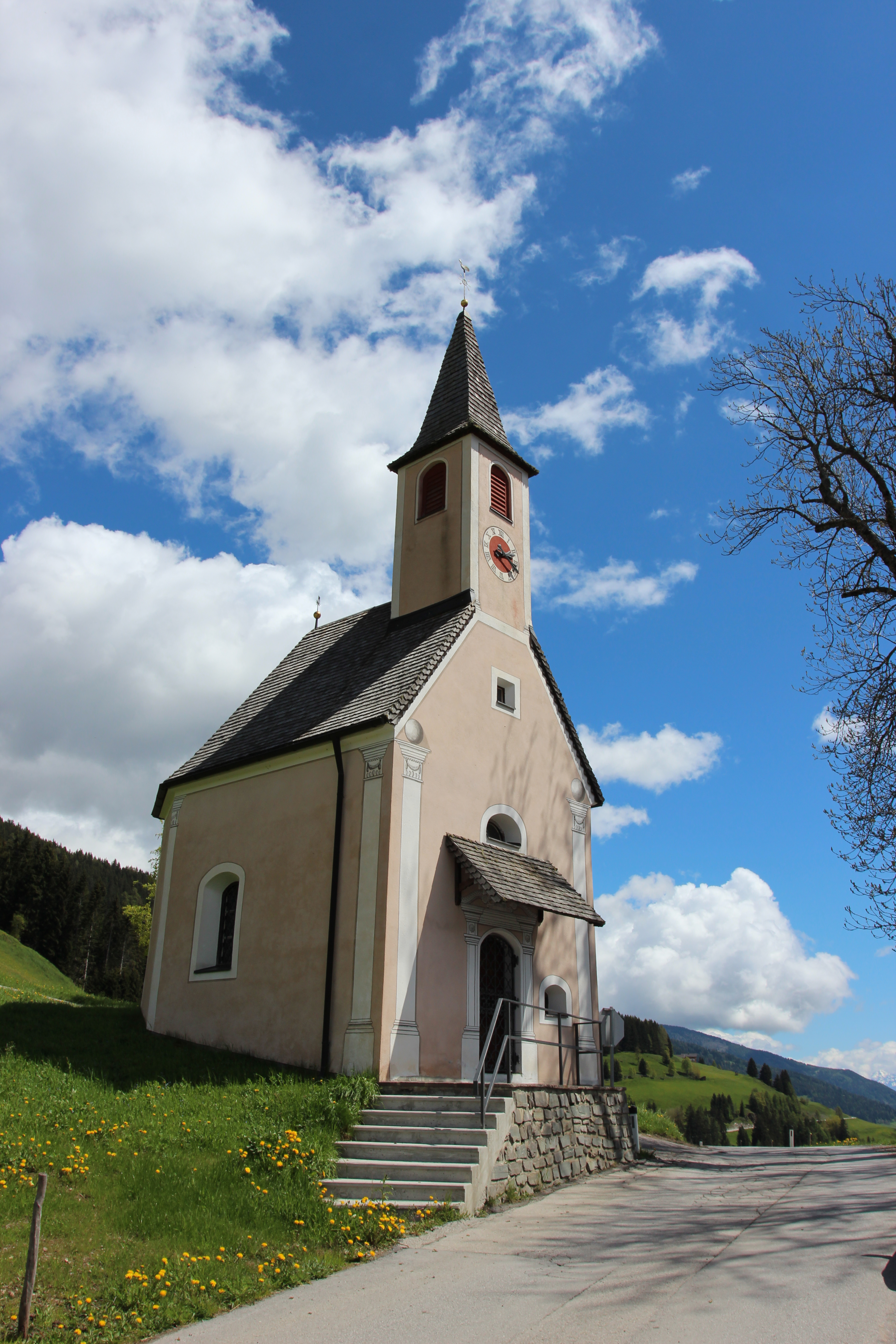
Kostenkapelle

In Oberkosten an der Pustertaler Höhenstraße befindet sich die Kostenkapelle. Es ist ein kleines barockes Kircherl mit aufgesetztem Glockendachreiter, welcher von einer Pyramidenhaube gekrönt wird. In der Kostenkapelle finden regelmäßig hl. Messen statt.
Die Meßkapellen gehört zur Pfarre St. Justina.
Die Lindenkapelle im Weiler Linden wurde 1622 errichtet und wird auch Marienkapelle in der Linde genannt. Sie besteht aus einem durch polychrome Fassadenmalerei geschmückten, einjochigen Langbau mit dreiseitigem Chorschluss, der von einem schindelgedeckten Satteldach geschützt und von einem hölzernen Dachreiter überragt wird. Im Inneren findet sich ein Altar aus dem 17. Jahrhundert mit einem Mariahilfbild des Cranach-Stils.